# نظام بواقي مصغر
المجموعة R من الأعداد الصحيحة تسمى نظام بواقي مصغر (mod n) إذا كان
1. gcd(r, n) = 1 لكل r داخل R.
2. لايوجد عنصران في R متطابقان (mod n) .[1][2]

حيث {\displaystyle \varphi } دالة مؤشر أويلر.

نظام بواقي مصغر (mod n) يمكن تكوينه من جميع البواقي (mod n) عن طريق حذف جميع العناصر الغير أولية نسبياً مع n. 

عدد عناصر المجموعة يمكن حسابها عن طريق دالة موشر أويلر.

## حقائق
- إذا كان {r1, r2, ... , rφ(n)} نظام بواقي مصغر و n> 2 فإن {\displaystyle \sum r_{i}\equiv 0{\pmod {n}}}.

## روابط خارجية
- Residue systems at PlanetMath
- Reduced residue system at MathWorld